# Pedrezuela
Pedrezuela är en kommun i Spanien. Den ligger i den autonoma regionen Madrid, i den centrala delen av landet, 40 km norr om huvudstaden Madrid. Antalet invånare är 6 467 (2024).